# 臺灣總督府
臺灣總督府（日语：〔〕／ Taiwan Sōtokufu */?）是臺灣日治時期的最高統治機關，設於1895年，首長為臺灣總督。

## 介紹

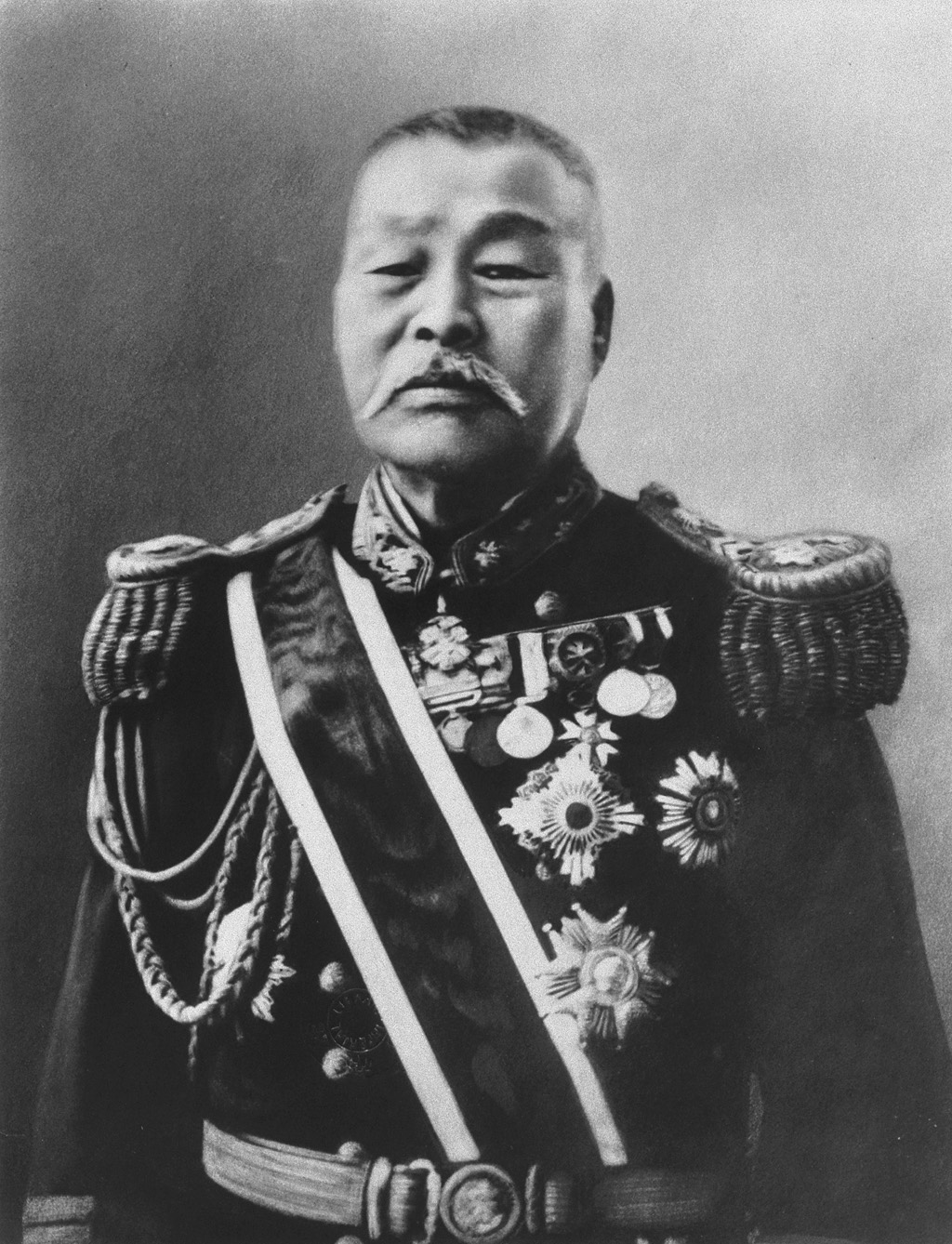
第一任臺灣總督：樺山資紀

1895年5月10日，為大清帝國與大日本帝國於4月17日簽署《馬關條約》將福建臺灣省割讓日本兩週後，臺灣總督府成立。並在1895年6月17日開始管理台灣殖民地。總督府成立之初，設民政、陸軍、海軍三局。民政局下置內務、殖產、財務、學務四部。此外，乙未戰爭期間曾短暫命高島鞆之助為臺灣副總督，高島也是為期五十年之臺灣日治時期內的唯一副總督。1896年，陸海軍兩局合併為軍務局。民政局則在原本組織下增設總務、法務、通信共七局。之後在1898年、1901年皆曾修訂總督府官制，最後在1919年的最後一次修訂中，民政部（原民政局）廢除，軍事部份也改由台灣軍司令官（直屬日本首相、不隸於總督府）負責。於1940年代，日本當局為了推行大東亞共榮圈，計畫將行政簡化和內外地行政一元化，並於1942年11月將掌管日本屬地（外地）的拓務省分割改制為大東亞省、內務省、外務省，而原監督管理臺灣總督府之角色則從拓務大臣改由內務大臣擔任，台灣總督府府內組織於同年12月亦為此進行了大幅度改制。不管怎樣變動，約略來說，日治時期台灣總督府的行政組織可分為直屬部局、所轄官署與地方行政三大部門。
其組織特色為「總督專制」，由臺灣總督總攬行政、立法、司法、軍事等大權。不管1896年發布的《六三法》及後來1906年《三一法》或1921年《法三號》，臺灣日治時期的地方政體皆採委任立法制度，總督府為當然之中央機關。而一般政策形成過程，通常是由總督府的技術官僚制定法律政策後，即授權臺灣總督以「總督府令」命總督府各級單位、所轄官署或地方政府執行政策。也因此，總督府轄下機關、尤其是地方行政機關的政策實行深具人治色彩，所有行政官員皆只以執行法律及管理行政為主要事務，各級地方行政機關缺乏自主。另外，地方行政基層係以警察為中心，除了一般治安維護外，舉凡政治思想、結婚生子、戶口管理，還有鴉片管理、公共衛生、徵收稅金、物資分配、地政調查等，均是警察的業務。
1945年8月15日，隨著日本投降，總督府在1945年10月25日在中華民國國民政府方的《一般命令第一號》（降伏調印式）停止職權。其轄權則交由台灣地區日本官兵善連絡部管理。後者則於1946年將管理轉交給台灣省行政長官公署民政處，多名總督府官員以「服務員」協力該單位管理。
最初，日本並沒有正式廢除殖民地法制，也沒有正式廢除臺灣總督府制度（1897年10月21日皇令第362號）。直到1949年6月1日《國家行政組織法》實施，臺灣總督府被依法廢除。

## 組織

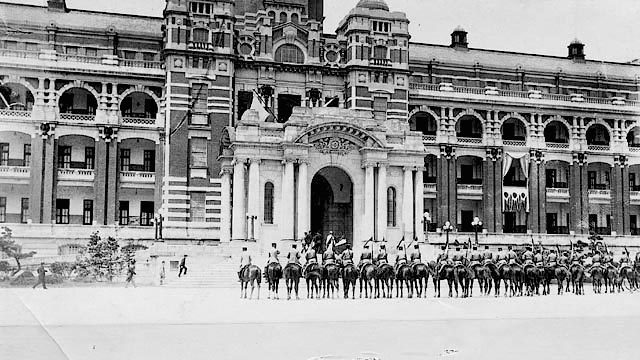
騎兵隊於臺灣總督府前迎接於1923年4月到訪的攝政皇太子裕仁

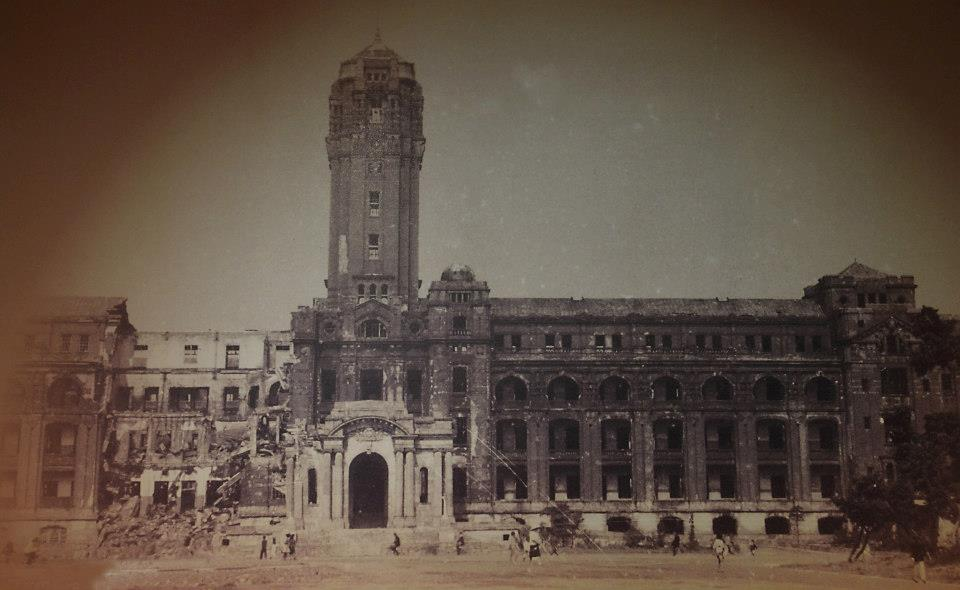
二戰時被轟炸過的台灣總督府

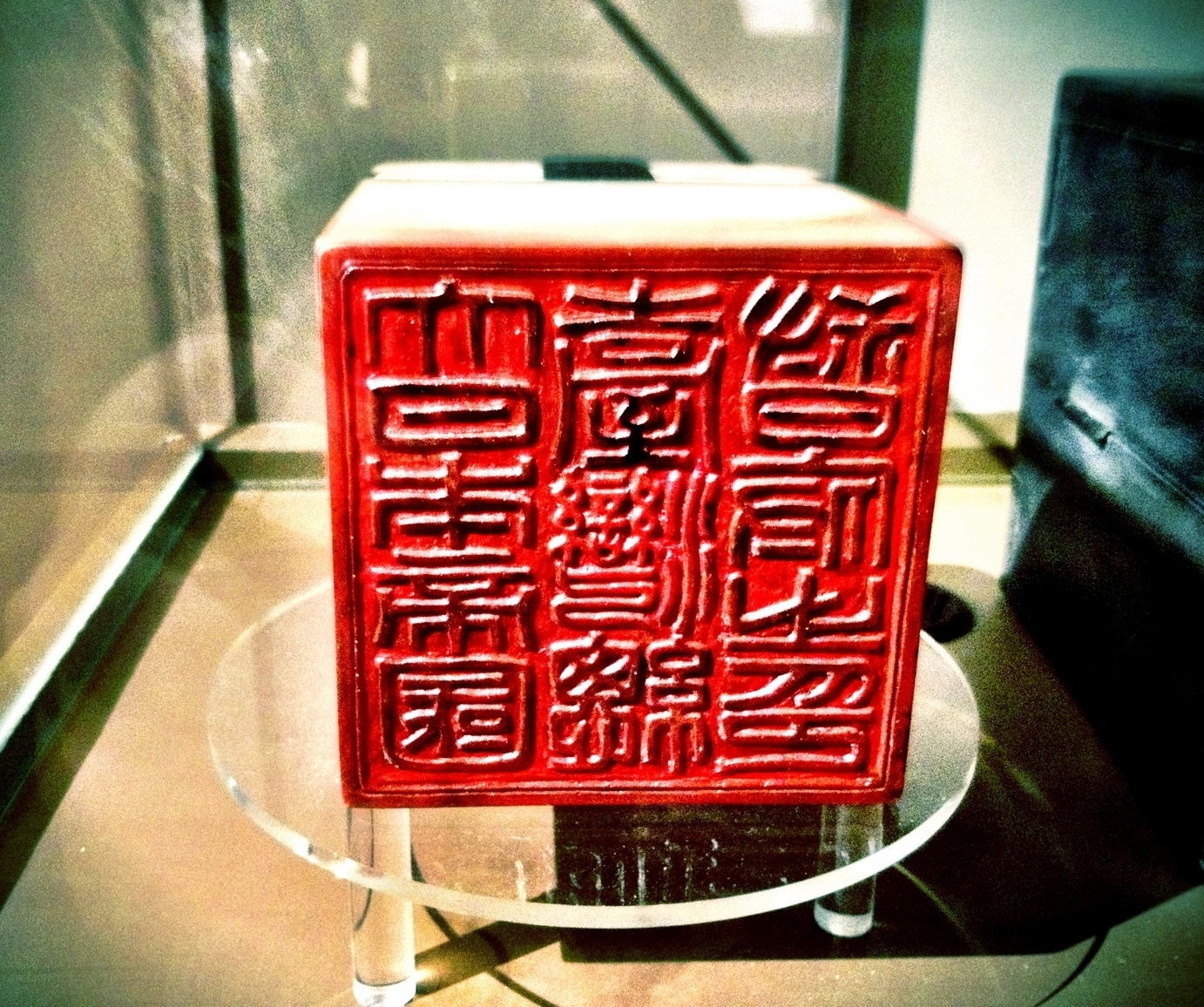
臺灣總督府印

臺灣總督府之最高長官為「臺灣總督」，而在中央行政方面，總督之下於大正8年（1919年）之前設有「民政長官」（或稱民政局長官），大正8年（1919年）之後稱為「總務長官」。另外，中央行政部門編制有總督官房與五局二部等機關。

### 臺灣總督
| 任別             | 總督             | 任期                 | 出身地           | 軍階／政黨       | 到任             | 生卒年            |
| 初期武官總督時代 | 初期武官總督時代 | 初期武官總督時代     | 初期武官總督時代 | 初期武官總督時代 | 初期武官總督時代 | 初期武官總督時代  |
| ---------------- | ---------------- | -------------------- | ---------------- | ---------------- | ---------------- | ----------------- |
| 1                | 樺山 資紀        | 1895/05/10 - 1896/06 | 鹿兒島           | 海軍大將         | 58歲             | 1837/12 - 1922/2  |
| 2                | 桂 太郎          | 1896/06/02 - 1896/10 | 山口             | 陸軍中將         | 49歲             | 1848/11 - 1913/01 |
| 3                | 乃木 希典        | 1896/10/14 - 1898/02 | 山口             | 陸軍中將         | 47歲             | 1849/11 - 1912/09 |
| 4                | 兒玉 源太郎      | 1898/02/26 - 1906/04 | 山口             | 陸軍中將         | 47歲             | 1852/02 - 1906/07 |
| 5                | 佐久間 左馬太    | 1906/04/11 - 1915/04 | 山口             | 陸軍大將         | 62歲             | 1844 - 1915       |
| 6                | 安東 貞美        | 1915/05/01 - 1918/06 | 長野             | 陸軍大將         | 62歲             | 1853 - 1932       |
| 7                | 明石 元二郎      | 1918/06/06 - 1919/10 | 福岡             | 陸軍大將         | 55歲             | 1864 - 1919/10/26 |
| 文官總督時代     |                  |                      |                  |                  |                  |                   |
| 8                | 田 健治郎        | 1919/10/29 - 1923/09 | 兵庫             | 政友會           | 65歲             | 1855 - 1930       |
| 9                | 內田 嘉吉        | 1923/09/06 - 1924/09 | 東京             | 政友會           | 58歲             | 1866 - 1933       |
| 10               | 伊澤 多喜男      | 1924/09/01 - 1926/07 | 長野             | 憲政會           | 56歲             | 1869 - 1949       |
| 11               | 上山 滿之進      | 1926/07/16 - 1928/06 | 山口             | 憲政會           | 58歲             | 1869 - 1938       |
| 12               | 川村 竹治        | 1928/06/15 - 1929/07 | 秋田             | 政友會           | 58歲             | 1871 - 1955       |
| 13               | 石塚 英藏        | 1929/07/30 - 1931/01 | 福島             | 民政黨           | 64歲             | 1866 - 1942       |
| 14               | 太田 政弘        | 1931/01/16 - 1932/03 | 山形             | 民政黨           | 61歲             | 1871 - 1951       |
| 15               | 南 弘            | 1932/03/02 - 1932/05 | 富山             | 政友會           | 64歲             | 1869 - 1946       |
| 16               | 中川 健藏        | 1932/05/27 - 1936/09 | 新潟             | 民政黨           | 58歲             | 1875 - 1944       |
| 後期武官總督時代 |                  |                      |                  |                  |                  |                   |
| 17               | 小林 躋造        | 1936/09/02 - 1940/11 | 廣島             | 預役海軍大將     | 59歲             | 1877 - 1962       |
| 18               | 長谷川 清        | 1940/11/27 - 1944/12 | 福井             | 海軍大將         | 57歲             | 1883 - 1970       |
| 19               | 安藤 利吉        | 1944/12/30 - 1945/10 | 宮城             | 陸軍大將         | 60歲             | 1884 - 1946/04/19 |

### 總務長官

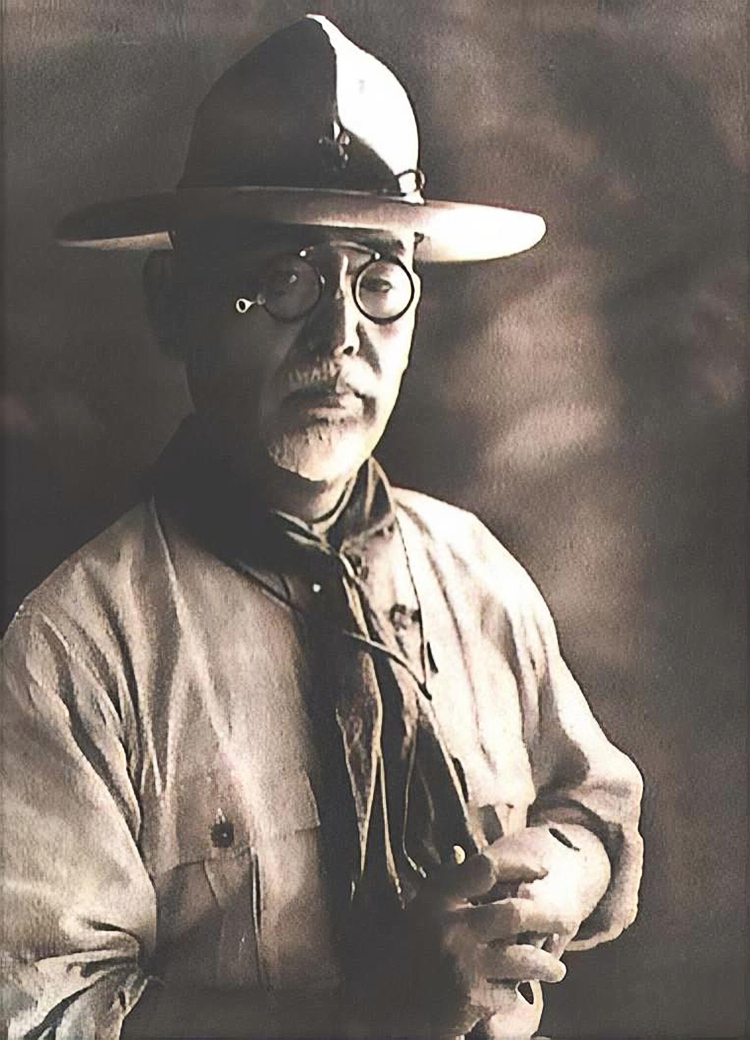
日治時期最著名的民政長官後藤新平

初名為民政長官，1919年8月20日改名為總務長官。
該職位原為總督府民政局（後改為民政部）之首長，和軍務局並立。在1919年《台灣總督府官制》的修訂中民政部被廢除、軍事權也交由直屬天皇的台灣軍司令官負責，但民政長官一職被保留並改名為總務長官，負責綜理庶務，負起實際上政府首腦的任務。

### 直屬部局
臺灣總督府直屬部局於1920年後的變遷如下：
- 1920年9月1日：營林局改為殖產局營林所。
- 1924年12月25日：遞信局、土木局和法務部廢止；由6局1部變為4局。
- 1926年10月12日：內務局文教課升格另設「文教局」；由4局變為5局。

- 1939年7月1日：殖產局米穀課升格另設「米穀局」；由5局變為6局。
- 1940年3月7日：警務局改為「警務局」、「法務局」和「外事部」；由6局變為7局1部。
- 1941年1月8日：外事部改為「外事部」和「企畫部」；由7局1部變為7局2部。
- 1942年11月1日：內務局改為「總務局」，財務局分為「財務局」和「國土局」，米穀局改為「食糧局」，法務局、企畫部和外事部整併為「外事部」「法務部」；由7局2部變為7局1部。
- 1943年12月1日：總務局廢止，國土局、殖產局、食糧局整併為「鑛工局」和「農商局」；由7局改為5局。

| 1920年9月1日 | 1924年12月25日 | 1926年10月12日 | 1939年7月1日 | 1940年3月7日 | 1941年1月8日 | 1942年11月1日 | 1943年12月1日 |
| ------------ | -------------- | -------------- | ------------ | ------------ | ------------ | ------------- | ------------- |
| 總督官房     | 總督官房       | 總督官房       | 總督官房     | 總督官房     | 總督官房     | 總督官房      | 總督官房      |
| 總督官房     | 總督官房       | 總督官房       | 總督官房     | 總督官房     | 企劃部       | 總督官房      | 總督官房      |
| 總督官房     | 總督官房       | 總督官房       | 總督官房     | 外事部       | 外事部       | 外事部        | 外事部        |
| 法務部       | 總督官房       | 總督官房       | 總督官房     | 法務局       | 法務局       | 法務部        | 法務部        |
| 內務局       | 內務局         | 文教局         | 文教局       | 文教局       | 文教局       | 文教局        | 文教局        |
| 遞信局       | 內務局         | 內務局         | 內務局       | 內務局       | 內務局       | 總務局        | -             |
| 土木局       | 內務局         | 內務局         | 內務局       | 內務局       | 內務局       | 總務局        | -             |
| 財務局       | 財務局         | 財務局         | 財務局       | 財務局       | 財務局       | 財務局        | 財務局        |
| 財務局       | 財務局         | 財務局         | 財務局       | 財務局       | 財務局       | 國土局        | 鑛工局        |
| 殖產局       | 殖產局         | 殖產局         | 殖產局       | 殖產局       | 殖產局       | 殖產局        | 鑛工局        |
| 殖產局       | 殖產局         | 殖產局         | 殖產局       | 殖產局       | 殖產局       | 殖產局        | 農商局        |
| 殖產局       | 殖產局         | 殖產局         | 米穀局       | 米穀局       | 米穀局       | 食糧局        |               |
| 警務局       | 警務局         | 警務局         | 警務局       | 警務局       | 警務局       | 警務局        | 警務局        |

臺灣總督府於終戰前的內部部局如下：
- 總督府評議會（諮詢機構）
- 總督官房
  - 秘書官室、審議室、人事課、文書課、地方監察課、情報課
- 警務局
  - 庶務係、警務課、經濟警察課、兵事課、防空課、警備課、保安課、衛生課（含鴉片癮者矯正所）
- 農商局
  - 庶務係、農務課、耕地課、山林課、水產課、商政課、食糧部、獸液血清製造所
- 財務局
  - 庶務係、主計課、稅務課、金融課、會計課、營繕課
- 文教局
  - 庶務係、教學課（含博物館、台灣神社臨時營造事務局）、救援局、國民精神研修所
- 礦工局
  - 總務係、國民動員課、工業課、礦務課、電力課、土木課、地質調查所
- 外事部
- 法務部
- 學務部

### 所屬官署
所轄官署有高等法院（名稱為總督府高等法院，以下正式名稱均如此例冠上「台灣總督府」）、地方法院、專賣局、港務局、交通局、林業試驗所、評議會等。其「局會所」轄下又設「部」、「分局」、「分所」等，屬下機關。
- 法院
  - 高等法院 - 地方法院
  - 高等法院檢察局 - 地方法院檢察局
- 供託局 - 出張所
- 交通局 - 總務課
  - 鐵道部 - 列車課、自動車課、施設課等
  - 港務局 - 基隆港務局、高雄港務局
- 專賣局 - 食鹽樟腦課、菸草課、酒課、各工廠等
- 氣象臺
- 台北帝國大學
- 諸學校，如師範學校、專門學校、高等學校等學校
- 成德學院
- 警察官及司獄官練習所
- 陸軍兵志願者訓練所
- 海軍兵志願者訓練所
- 圖書館
- 各府立醫院
- 松山療養所
- 樂生院
- 養神院
- 各刑務所
- 中央研究所（1939年裁撤）
- 農業試驗所
- 林業試驗所
- 工業研究所
- 糖業研究所
- 天然瓦斯研究所
- 水產試驗所
- 神社

### 地方行政
台灣日治時期之地方行政於終戰前設有「五州三廳」，州廳以下置市、郡、廳，郡及廳下置街庄。

### 職員
1944年（昭和19年），台灣總督府各級官吏，高等官一、二等（敕任官）共109人，臺人僅1人，三等至九等（奏任官）共2,070人，臺人為27人，及判任官共20,909人，臺人為3,681人（以公立學校教師為主，少數為警職）。

## 府報
臺灣總督府創刊之《臺灣總督府報》於1896年（明治29年）8月20日起發行，1942年（昭和17年）3月19日由「府報」改為「官報」。發行計49年又2個月的時間，共發行府報、官報資料13,096號（還有號外及附錄約670餘次）。與總督府有關及中央施行於臺灣的法律等都在這裡公布，可從此理解日本統治臺灣之法制記錄。

## 廳舍建築
日本剛開始殖民台灣時期，台灣總督府是使用清代原台灣布政使司衙門西側籌防局為辦公處所，但隨著日本經營台灣的擴張，原址已經顯得太小，急需建造一座適合台灣總督行政體系的辦公處所。因此在民政長官後藤新平的建議下，1907年5月，台灣總督府在官方公報公佈總督府的招攬設計競賽，也是日本國內第一次正式的建築設計比賽。
競賽結果，土木局局長長尾半平及民間建築師等人，判定「甲賞」案鈴木吉兵衛的設計與荷蘭海牙國際法庭相似，因此被剔除不適用，並決定採用「乙賞」的基本設計案，該案是名建築師辰野金吾的弟子長野宇平治的設計。但當時也有批評，認為長野設計是新古典主義建築，裝飾少且塔樓低，缺乏作為總督府的象徵意義。因此，根據龍野的建議，由總督府營繕科的森山松之助等建築師進行藍圖修改，將中央塔樓增高至60米，並增加建築物外觀修飾以更加華麗壯觀，象徵權力核心的意味更加濃厚。
明治33年（1900），台北市區計畫委員長村上義雄所繪製的台北市市區計畫圖，確認台灣總督府的辦公廳舍位於台北州台北市文武町一丁目，是一個完整街廓，計畫區內有民間的家屋及祠堂，在多次協議與調查後，完成徵收拆遷。該建物自1912年6月1日開工，歷時7年興建，於1919年3月完工，耗費281萬日圓。其中木作屋架及門窗木材、粉刷石灰等建材，都是以台灣本地生產為主，而外觀紅色面磚及主體構造之水泥等，則是以日本內地或外國進口為主。
大正8年 (1919) 台灣總督府大樓竣工時，是日本最高的紅磚建築，除了能抗震，適應熱帶氣候之外，塔樓還配備台灣第一部電梯，並在大樓的四個角落設置吸煙室，以防止火災。二戰期間，盟軍的轟炸及其導致的火災摧毀建築物的一部分。昭和20年（1945）5月的台北大空襲，總督府正面左側嚴重毀損，但未傷及建築主體，仍能整修使用。戰後台灣進入中華民國時代，受創的總督府建築也大舉整修完畢。民國39（1950）年這棟建築物正式成為中華民國總統府廳舍，做為總統處理公共事務的辦公處所，後列為中華民國國定古蹟。

### 引用
1. ↑  .   [2022-11-16]. （原始内容存档于2022-11-16）.
2. ↑  陳逢源. . 臺灣公論. 1942-10-01.
3. 1 2  黃昭堂，《台灣總督府》，黃英哲譯，台北，前衛出版社，1994年，頁229。
4. ↑  國立臺灣歷史博物館. . 斯土斯民展品列表 - 斯土斯民-臺灣的故事. 國立臺灣歷史博物館.   [2018-01-29]. （原始内容存档于2020-12-02）.
5. ↑  國史館臺灣文獻館. .   [2018-01-31]. （原始内容存档于2020-07-04）.
6. ↑  『制海のいしずえ』義弟　片山徹吉と総督府庁舎片山徹、e-Bookland、2008年4月

## 參閲
- 臺灣省行政長官公署
- 臺灣省政府
- 總統府 (臺灣)
- 朝鲜总督府（朝鲜日治时期的类似機關）
- 臺灣總督府軍務局（日语：台湾総督府軍務局）
- 臺灣總督府報
- 滿洲國政府公報（日语：満州国政府公報）
- 朝鮮總督府官報

## 外部連結
- 臺灣總督府報1 （页面存档备份，存于）、臺灣總督府報2 （页面存档备份，存于），中華民國文化部
- 府報 （页面存档备份，存于），中央研究院
- 臺灣總督府統計書 （页面存档备份，存于），中華民國文化部
- 臺灣總督府前合照，臺灣商會
- 殖民地行政官事典
- 臺灣總督府英譯名稱Government of Taiwan （页面存档备份，存于）

| 前任： · 臺灣民主國 | 大日本帝国台灣 · 1895年－1945年10月25日 | 繼任： · 中華民國台灣省 |